# Joe Horn
Joseph Horn (New Haven, 16 gennaio 1972) è un giocatore di football americano statunitense che ha militato nel ruolo di wide receiver nella Canadian Football League (CFL) e nella National Football League (NFL).

## Carriera
Horn non giocò più a football per due anni dopo lasciato l'Itawamba Community College. Iniziò a lavorare in un ristorante di Fayetteville, North Carolina e con gli ultimi dollari acquistò un video di allenamento di Jerry Rice da Blockbuster, mettendosi a studiare le abitudini e i movimenti di Rice. In seguito mandò un proprio video promozionale a diverse squadre professionistiche negli Stati Uniti e in Canada.

### Canadian Football League
Horn fece un provino con i Baltimore Stallions della Canadian Football League e firmò con la loro squadra di allenamento, ma non scese mai in campo con la squadra. Passò anche un breve periodo con gli Shreveport Pirates. Il 28 marzo 1995 firmò con i Memphis Mad Dogs. Con essi giocò bene nel 1995, terminando con 71 ricezioni per 1.415 yard e attirando l'attenzione degli osservatori della NFL.

### Kansas City Chiefs
Horn fu scelto dai Kansas City Chiefs nel corso del quinto giro del Draft NFL 1996. Giocò principalmente negli special team e come ricevitore di riserva nei suoi quattro anni con i Chiefs. Complessivamente ricevette 879 yard e 7 touchdown, disputando due sole gare come titolare.

### New Orleans Saints
Horn firmò con i New Orleans Saints nel 2000 e quell'anno si classificò tra i primi dieci in ricezioni (7º), yard (8º) e touchdown (9º). Divenuto titolare con i Saints, "Hollywood", un soprannome rimastogli dai tempi dei Kansas City Chiefs per il suo particolare stile di abbigliamento, divenne rapidamente uno dei migliori ricevitori della NFL. Fu convocato per il Pro Bowl in quattro dei suoi sette anni con i Saints e stabilì gli allora record stagionali di franchigia per yard ricevute (1.399) e yard su ricezione (11-condiviso con Marques Colston) oltre che il record in carriera per marcature su ricezione (50, in seguito superato Colston nel 2012).). Horn è anche il leader di tutti i tempi dei Saints in gare con 100 yard ricevute con 27. La sua miglior stagione fu nel 2004 quando le sue 1.399 yard ricevute furono il secondo risultato della lega, sei in meno di Muhsin Muhammad dei Carolina Panthers. Nel 2005 firmò un rinnovo contrattuale per sei stagioni.
In seguito all'Uragano Katrina Horn si distinse per il suo supporto alla popolazione di New Orleans. Un leader dei Saints, fu il volto pubblico del club nei mesi successivi a diversi eventi. Visitò frequentemente gli sfollati sia a San Antonio che a Houston. Inoltre criticò la NFL per non avere fatto uno sforzo maggiore per garantire un futuro alla franchigia dei Saints durante la crisi.
Dopo la stagione 2006 i Saints chiesero al ricevitore trentacinquenne (che aveva subito un infortunio all'inguine quell'anno e aveva una storia di infortuni ai tendini) di accettare una riduzione salariale. Horn rifiutò chiedendo di essere svincolato e venne accontentato poco dopo.

### Atlanta Falcons
All'inizio del marzo 2007 Horn iniziò delle trattative con gli Atlanta Falcons, con cui firmò un contratto quadriennale da 15 milioni di dollari. Successivamente, nel 2008, richieste di essere scambiato perché non apprezzava il modo in cui veniva utilizzato dai Falcons. Il 19 agosto 2008 fu svincolato. Nell'unica stagione con la squadra ebbe 27 ricezioni per 243 yard e un touchdown in 12 partite.

## Palmarès
- Convocazioni al Pro Bowl: 4

2000–2002, 2004
- New Orleans Saints Hall of Fame